# Copy Cats
Copy Cats är ett musikalbum av den amerikanske sångaren och gitarristen Johnny Thunders och Patti Palladin. Albumet spelades in maj-december 1987 i London.

## Sida 1
1. "Can't Seem to Make You Mine" (Sky Saxon)
2. "Baby It's You" (Mack David, Barney Williams, Burt Bacharach)
3. "She Wants To Mambo" (Maxwell Davis, Gene Ford)
4. "Treat Her Right" (Roy Head)
5. "Uptown To Harlem" (Betty Mabry)
6. "Crawfish" (Fred Wise, Ben Weisman)

## Sida 2
1. "Alligator Wine" (Jerry Leiber, Mike Stoller)
2. "Two Time Loser" (Alden Bunn, Anna Sandford)
3. "Love Is Strange" (Ethel Cookie Smith, Mac Houston Baker)
4. "I Was Born To Cry" (Dion DiMucci)
5. "He Cried" (Greg Richards, Ted Daryll)
6. "Let Me Entertain You (Parts 1 and 2)" (Jule Styne, Stephen Sondheim)

## Medverkande
- Johnny Thunders - gitarr, sång
- Patti Palladin - sång
- John Perry - gitarr, synth
- Robert A. Gordon - gitarr
- Jimi Haynes - gitarr
- Henri Padovani - gitarr
- Billy Rath - bas
- Jerry Nolan - trummor
- Steve Washington - trummor
- Keith Hancock - slagverk
- Chris Taylor - bas, trummor
- Barry Andrews - orgel, piano
- Pedro Ortiz - tamburin, maracas, slagverk
- Jim Dvorak - trumpet
- Nick Evans - tamburin
- John "Irish" Earle - saxofon
- Alex Balanescu - violin
- Maribel La Manchega - kastanetter
- Chrissie Hynde - körsång
- Jayne County - körsång
- Blair Booth - körsång
- Simon Humphries - körsång
- Paul Long - körsång
- Judd Lander - munspel
- Anthony Thistlethwaite - munspel